# Addi Shihu
Addi Shihu is een stuwmeer in de Atsbi Wenberta woreda van Tigray in Ethiopië. De aarden dam werd gebouwd in 1997 door SAERT.

## Eigenschappen van de dam
- Hoogte: 10,8 meter
- Lengte: 301 meter

## Capaciteit
- Oorspronkelijke capaciteit: 1 miljoen m³
- Oppervlakte: 36 ha

## Irrigatie
- Gepland irrigatiegebied: 40 ha
- Effectief irrigatiegebied in 2002: 13 ha

## Omgeving
Het stroomgebied van het reservoir is 9,4 km² groot. Het reservoir ondergaat snelle sedimentafzetting. Een deel van het water gaat verloren door insijpeling; een positief neveneffect hiervan is dat dit bijdraagt tot het grondwaterpeil.

## Homonieme plaatsnamen
De stad Addi Shihu, hoofdplaats van de Alaje woreda is meer dan 100 km zuidelijker gelegen.